# Святой Феохарис
Святой Феохарис неаполитанский (Невсехирлис) (… — 20 августа 1740) является мучеником Православной Церкви, был замучен 20 августа 1740 года в Неаполис (Невшехир) восточной Малой Азии.
В 1740 г., когда Османская империя находилась в состоянии войны, султан Ахмет отдал приказ согнать всех христианских детей мужского пола в военные лагеря. Вместе с другими детьми был схвачен и сирота Феохарис. Мальчик день и ночь просил Господа избавить его от мучений.
Однажды на ребенка обратил внимание кади (судья) каппадокийского города Неаполя, проезжавший через лагерь. Он взял его к себе в услужение и поручил ему следить за конюшней.
Однажды вечером жена кади увидела, как Феохарис долго молился, преклонив колени и вознося руки к небу. Поразившись его благочестию, она уговорила кади выдать за него замуж их дочь. Когда кади предложил Феохарису стать его зятем и унаследовать его состояние при одном условии — принять ислам, юноша ответил ему: «Я родился и крестился в христианскую веру и не могу отречься от веры моих предков». Сочтя этот ответ за оскорбление, судья приговорил его к голодной смерти. Феохарис сходил в церковь исповедоваться и причаститься Пречистых Христовых Тайн, а затем вернулся к своему господину. Поскольку он упорствовал в своем отказе и в исповедании веры, его бросили в темницу без еды на много дней. Питаясь лишь молитвой, он не чувствовал мук голода и довольствовался лишь каплями воды, которые ему удавалось пить время от времени.
20 августа 1740 г., после того как Феохарис отверг новые предложения своего господина, он был отведен на место, расположенное в часе ходьбы от города. В ответ на последние вопросы своих палачей он начал молиться. Палачи же, считая, что он насмехается над ними, забросали его камнями, а затем повесили на тополе. Когда же они бросили его тело в выкопанную тут же яму, разразилась буря, вызвавшая панику в рядах турок.

Церковь Святого Феохариса возводится в Аниссарах, порт Херсониссос, Ираклион .

## источники
- «Свидетель Новомучеников (1400—1900 гг. Н.э.)», Макариос Коринф — Никодим с Афона — Никифорос Хиос — Афанасий Париос, издания : Православные Кипсели Салоники, 1996, с. 823—825
- «Святые из Каппадокии», Каллиопи Аливаноглу — Папангелу, издания : Каппадокийский центр изучения Неа Карвали, 2001, с. 121—122
- http://www.saint.gr/2306/saint.aspx